# Alejandro Chumacero
Alejandro Saúl Chumacero Bracamonte, né le 21 avril 1991 à La Paz, est un footballeur international bolivien qui évolue au poste de milieu de terrain.

## Biographie

### Carrière en club

#### The Strongest La Paz (2007-2013)
Chumacero est formé au sein du Strongest La Paz et intègre l'équipe première en 2007, à l'âge de quinze ans. Lors de son premier match professionnel, il inscrit un but face à l'Universitario de Sucre.

#### The Strongest La Paz (depuis 2013)
En 2013, il quitte le pays pour le Brésil, signant avec le Sport Recife, évoluant en deuxième division brésilienne. Il n'y reste qu'une seule saison avant de revenir au sein de son club formateur, The Strongest La Paz.

### Sélection
À l'âge de dix-sept, il est sélectionné, pour la première fois, avec l'équipe nationale bolivienne dans le cadre des éliminatoires de la Coupe du monde 2010 mais il ne joue pas. Chumacero doit attendre 2011 pour fouler la pelouse avec la sélection nationale.
En 2011, il en profite pour jouer le Championnat d'Amérique du Sud des moins de 20 ans et remporte son premier championnat, à savoir le tournoi d'ouverture 2011.

## Palmarès
- Vainqueur du tournoi d'ouverture 2011, tournoi de clôture 2012 et tournoi d'ouverture 2013